# Falsohyllisia kivuensis
Falsohyllisia kivuensis är en skalbaggsart som först beskrevs av Stefan von Breuning 1952.  Falsohyllisia kivuensis ingår i släktet Falsohyllisia och familjen långhorningar. Inga underarter finns listade i Catalogue of Life.